# 光 (BREAKERZの曲)
「光」（ひかり）は、日本のヴィジュアル系ロックバンド・BREAKERZの6作目のシングル。

## 概要
- 前作「Everlasting Luv/BAMBINO 〜バンビーノ〜」から約3か月ぶりにして、「GRAND FINALE」以来2作ぶりの単独A面シングル。
- 表題曲はテレビアニメ『名探偵コナン』のエンディングテーマに起用された。テレビアニメ並びに『名探偵コナン』のタイアップを担当するのは2作連続通算2度目、エンディングテーマとしては初となった。
- ジャケットの異なる初回限定盤Aと初回限定盤B、通常盤の3形態で発売された。特典として初回限定盤Aには表題曲のミュージッククリップとオフショット映像を収録したDVDが、初回限定盤Bには「そんなトコまで見せちゃうの！？超激レア！レコーディング風景 ～光ができるまで～」と題したレコーディング風景を収録したDVDが、通常盤にはランダムで全6種類からなるポストカードが同梱された。また、各形態で異なるカップリング曲が追加収録され[1]、全形態購入者特典として抽選50名にメンバーから暑中見舞いの生電話がかかってくるプレゼント企画が催された[2][3][4]。
- オリコン週間チャート初登場6位を獲得。6作連続でトップ10入りを果たした。

## 収録曲
| #            | タイトル                                                             | 作詞    | 作曲           | 編曲                       | ストリングスアレンジ |
| ------------ | -------------------------------------------------------------------- | ------- | -------------- | -------------------------- | -------------------- |
| 1.           | 「光」                                                               | DAIGO   | DAIGO          | BREAKERZ                   | 池田大介、BREAKERZ   |
| 2.           | 「Faraway so Close.」                                                | AKIHIDE | AKIHIDE        | BREAKERZ                   |                      |
| 初回限定盤A. | 「Everlasting Luv [2009.4.30 Live at 渋谷 C.C.Lemon ホール]」        | DAIGO   | SHINPEI、DAIGO |                            |                      |
| 初回限定盤B. | 「BAMBINO 〜バンビーノ〜 [2009.4.30 Live at 渋谷 C.C.Lemon ホール]」 | DAIGO   | SHINPEI        |                            |                      |
| 通常盤.      | 「B.R.Z 〜明日への架橋〜 Acoustic Version」                          | DAIGO   | DAIGO          | 奥山明、DJ ME-YA、BREAKERZ |                      |

### 解説
1. 光
初のピアノと、シングル表題曲としては「世界は踊る」以来4作ぶりに生のストリングスを取り入れた楽曲で、スケール感と包容感に満ちたミディアムテンポのバラードナンバーとなっている[2][3]。
ミュージッククリップは岐阜県県民ふれあい会館のサラマンカホールで撮影された。
2. Faraway so Close.
3. Everlasting Luv [2009.4.30 Live at 渋谷 C.C.Lemon ホール]
初回限定盤Aにのみ収録されている、5thシングルの表題1曲目のライブ音源[1][3][4]。
4. BAMBINO 〜バンビーノ〜 [2009.4.30 Live at 渋谷 C.C.Lemon ホール]
初回限定盤Bにのみ収録されている、5thシングルの表題2曲目のライブ音源[1][3][4]。
5. B.R.Z 〜明日への架橋〜 Acoustic Version
通常盤にのみ収録されている、2ndアルバムの収録曲のアコースティックバージョン[1][3][4]。

## 参加ミュージシャン
BREAKERZ
- DAIGO：Vocal & Chorus
- AKIHIDE：Guitar & Chorus (全曲)、Synth Programming (#1,2)
- SHINPEI：Guitar & Chorus (全曲)、Synth Programming (#1,2)

Support Musician
- 山木秀夫：Drums (#1)
- 美久月千晴：Electric Bass (#1)
- 小野塚晃：Piano (#1)
- 中川直子 & Lime Ladies Orchestra：Strings (#1)
- 奥山明：Programming (#5)
- DJ ME-YA：Programming (#5)

## タイアップ
- 日本テレビ系列アニメ『名探偵コナン』シーズン14第3期エンディングテーマ (#1)

## 収録アルバム
- FIGHTERZ (#1 FIGHTERZ Version)
- B.R.Z ACOUSTIC (#5)
- BREAKERZ BEST 〜SINGLE COLLECTION〜 (#1)